# Mészáros János (állatorvos)
Mészáros János (Nádudvar, 1927. május 20. – Budapest, 2018. január 29.) magyar állatorvos, egyetemi tanár. Az állatorvos-tudományok kandidátusa (1962), az állatorvos-tudományok doktora (1974). A Magyar Tudományos Akadémia tagja (l: 1976–1982, r: 1982).

## Életpályája
Általános és középiskolai tanulmányait Nádudvaron és Püspökladányban végezte el. 1946-ban érettségizett a Debreceni Református Kollégiumban. 1947-ben a debreceni Fazekas Mihály Gimnáziumban különbözeti érettségi vizsgát tett. 1947–1951 között a Magyar Agrártudományi Egyetem Állatorvosi Karán tanult. 1951–1954 között az Állatorvos-tudományi Főiskola Járványtani Tanszékének tanársegédje, 1954–1957 között egyetemi adjunktusa, 1957–1959 között egyetemi docense volt. 1959–1962 között az MTA-TMB-n Manninger Rezső aspiránsaként tevékenykedett. 1959–1967 között valamint 1976–1990 között a Magyar Tudományos Akadémia Állat-egészségügyi Kutatóintézetének igazgatója, 1991–2004 között kutatóprofesszora volt. 1960–1976 között az Acta Veterinaria szerkesztő-bizottságának tagja, 1976-tól főszerkesztője volt. 1963–1966 között az Állatorvostudományi Egyetem Járványtani Tanszékének tanszékvezető egyetemi docense, 1966–1975 között tanszékvezető egyetemi tanára volt. 1969–1975 között Állatorvostudományi Egyetem tudományos rektorhelyettese volt. 1971–1989 között a Magyar Állatorvosok Lapja szerkesztő-bizottságának tagja volt. 2005-ben nyugdíjba vonult.
Kutatási területe a fertőző állatbetegségek kórjelzése, járványtana és az ellenük való védekezés. Megközelítőleg 200 publikáció szerzője volt.

## Tagságai
1959–2003 között a Magyar Agrártudományi Egyesület Baromfiegészségügyi Szakosztályának elnöke, 2003-tól tiszteletbeli elnöke volt. 1961–1975 között a Magyar Agrártudományi Egyesület Állatorvosok Társasága alelnöke volt. 1962–1967 között a Tudományos és Felsőoktatási Tanács tagja volt. 1969–1974 között, valamint 2000–2003 között az Országos Állat-egészségügyi Tanács alelnöke volt. 1970-től a Magyar Tudományos Akadémia Állatorvos-tudományi Bizottságának tagja, 1970–1999 között elnöke, 1999-től tiszteletbeli elnöke volt. 1975–1983 között a Magyar Mikrobiológiai Társaság alelnöke, 1984–1992 között elnöke, 1993–2003 között ismét alelnöke volt. 1976–1982 között a Magyar Tudományos Akadémia levelező tagja, 1982-től rendes tagja volt. 1984–1990 között az MTA IV. Osztálya elnökhelyettese volt. 1991-től a Környezet és Egészség Bizottság tagja volt. 1995–2001 között az Akadémiai Kutatóhelyek Tanácsa tagja volt. 2001–2008 között a Doktori Tanács tagja volt.

## Családja
Szülei: Mészáros Dániel és Ludman Rozália voltak. 1951-ben házasságot kötött Kovács Zsuzsannával. Két gyermekük született: Ágnes (1952) és János (1953).

## Művei
- A száj- és körömfájás vírusának disszociációjáról. – Száj- és körömfájás elleni hyperimmunszérum előállítása inaktivált vírus segítségével (Magyar Állatorvosok Lapja, 1954; németül: 1955)
- A streptomycesfajok meghatározása szerológiai eljárásokkal (Kandidátusi értekezés; Budapest, 1961; részben megjelent: Magyar Állatorvosok Lapja, 1962)
- A nagyüzemi baromfitenyésztés állat-egészségügyi tapasztalatai a Magyar Népköztársaságban (Nemzetközi Mezőgazdasági Szemle, 1962)
- Egy „kínai“ lapinizált sertéspestis-vírustörzzsel szerzett tapasztalatok (Bognár Károllyal; Magyar Állatorvosok Lapja, 1963; angolul: 1963)
- Baromfi-egészségtan (Egyetemi tankönyv; Budapest, 1963; 2. átdolgozott kiadás: 1966; 3. bővített és átdolgozott kiadás: 1976)
- A nagyüzemi szarvasmarhatartás állategészségügyi irányelvei (Az Állatorvos-tudományi Egyetem Mezőgazdasági Mérnöktovábbképző Intézete kiadványa; Budapest, 1967)
- Escherichia coli okozta bacteriaemia kialakulásának tanulmányozása mesterségesen fertőzött csirkékben (Stipkovits Lászlóval) – Az Escherichia coli fertőzöttség terjedésének tanulmányozása Mycoplasma gallisepticummal fertőzött baromfiállományokban (Stipkovits Lászlóval) (Magyar Állatorvosok Lapja, 1967; mindkét tanulmány angol nyelven: 1967)
- A sertések légző- és emésztőszervi betegségeinek kórfejlődéstani vizsgálata (Agrártudományi Közlemények, 1967)
- A tudománypolitikai elvek érvényesítése az Állatorvos-tudományi Egyetem kutatómunkájában (Felsőoktatási Szemle, 1970)
- A fácán gümőkórja (Vadegészségügy, 1971)
- A fertőző betegségek elleni védekezés nagyüzemi állatállományokban (Doktori értekezés; Budapest, 1973)
- A szakosított szarvasmarhatartó-telepek betelepítésének járványvédelmi szempontjai (Állattenyésztés, 1974)
- A diszciplináris kutatások és az oktatás korszerűsítése (Felsőoktatási Szemle, 1975)
- A háziállatok fertőző betegségei (Egyetemi tankönyv; Manninger Rezsővel; Budapest, 1975; 2. átdolgozott kiadás: Szent-Iványi Tamással. 1985; 3. átdolgozott kiadás: Tuboly Sándorral és Varga Jánossal 1999)
- A fertőző betegségek elleni védekezést befolyásoló tényezők a nagyüzemi állatállományokban. Akadémiai székfoglaló (Elhangzott: 1977. március 15.)
- SPF-módszer, a fertőző sertésbetegségektől való mentesítés legmagasabb foka (Magyar Tudomány, 1983)
- Az állatállományok fertőző betegségektől való mentesítésének lehetőségei. Akadémiai székfoglaló (Elhangzott: 1983. február 24.; megjelent: Értekezések, emlékezések. Budapest, 1985)
- A ragadós száj- és körömfájás járvány (Soós Tiborral; Magyar Tudomány, 2001)
- A madárinfluenza és az ember (Kamarai Állatorvos, 2006)

### Művei a Magyar Állatorvosok Lapjában
- A ragadós száj- és körömfájás laboratóriumi diagnosztizálása és típusainak meghatározása (1953)
- Adatok a szarvasmarha-trichomonadosis járványtanához (Cseh Sándorral, Kemenes Ferenccel. – Baloldali méhszájnyitottsággal és petevezető-hiánnyal kapcsolatos endometriosis macskában (Horváth Györggyel) – Adatok a Trichomonas foctus kórokozó képességéhez (Szőke Sándorral; 1957)
- Újabb vizsgálatok a sertések fertőző gyomor-bélgyulladásának oktanáról (Manninger Rezsővel és Szent-Iványi Tamással) – Veleszületett epehólyaghiány kutyában (1958)
- Gyakorlati megfigyelések „náthás“ baromfiállományokban (Derzsy Domokossal; 1960)
- Az állategészségügy szerepe nagyüzemi baromfitenyésztésünkben (1961)
- A baromfi idült légzőszervi betegségéről. – A kacsák vírusos és toxikus májgyulladása (Derzsy Domokossal és Tóth Baranyai Istvánnal) – Kórbonctani és kórszövettani elváltozások a sertések pneumoparatyphusa esetén. – A gyári takarmánykeverékek állat-egészségügyi vonatkozásai (1962)
- A mycoplasma kórjelzése és a betegség elleni védekezés. – A tüdőartéria aneurysmája és repedése sertésben (1963)
- Adatok az idült légzőszervi betegség kórfejlődéséhez (Stipkovits Lászlóval) – A szerológiai próbák specifikussága és értéke a mycoplasmosis elleni védekezésben. – A baromfi egyes fertőző betegségeinek igazságügyi állatorvostani vonatkozásai (Várnagy Lászlóval; 1964)
- A mycoplasmosis elleni védekezés. – Adatok a madár típusú gümőkór-baktériumokkal fertőzött szarvasmarhák tuberkulin érzékenységéhez (Héjj Lászlóval) – A lapinizált sertéspestisvírus – Rovac-vírus – „neurotrop” sajátosságai (Sályi Gyulával és Túry Ernővel; 1965)
- Veleszületett kisagyvelői ataxia macskában (Ifj. Kómár Gyulával) – Vizsgálatok a sertés ún. fertőző gyomor-bélgyulladásának kórfejlődéséről. I.-II. (Pesti Lászlóval) – A fertőző állatbetegségek elleni védekezés 20 éve a hazai irodalom tükrében. – Thrombosis okozta intermittáló sántaság lovon (Vághy Tamással; 1966)
- A brucellosis elleni védekezés immunbiológiai kérdései. – A sertés tömegesen előforduló gyomor-bélgyulladásának kórjelzése és az ellene való védekezés (Szabó Istvánnal és Szent-Iványi Tamással; 1967)
- Tapasztalatok a baromfikolera gyógyszeres és gyógyvakcinás leküzdéséről nagyüzemi állományokban (Kemény Andrással és Rákóczi Istvánnal; 1968)
- Kísérletek a „Pigfex“ nevű, élő lactobaktériumot tartalmazó készítménnyel (Süveges Tiborral és Varga Jánossal) – Adatok a baromfi idült légzőszervi betegségének járványtanához és bakteriológiájához (Lomniczi Bélával és Stipkovits Lászlóval) – Az ún. libainfluenza egyes járványtani kérdései és a védekezés lehetősége (Derzsy Domokossal; 1969)
- A koncentrált, iparszerűen üzemelő szarvasmarha- és sertéstelepek kártérítésének, üzemeltetésének állat-egészségügyi szempontjai. – A tyúk Escherichia coli fertőzöttsége (Stipkovits Lászlóval) – A malacok hurutos tüdőgyulladásának – enzootiás pneumonia – oktanáról. – A baromfileucosis és a Marek-féle betegség igazságügyi állatorvostani vonatkozásai. (Várnagy Lászlóval) – A baromfitífusz elleni védekezés új rendszere és annak igazságügyi állatorvostani vonatkozásai. (Várnagy Lászlóval) – A hazai állatorvos-tudományi kutatások 1945-től napjainkig (1970)
- A Pasteurella-törzsek tulajdonságai. – A bimbócsatorna elváltozásai fejőgéppel fejt tehenek tőgyében (Katona Ferenccel; 1971)
- A nagyüzemi állatállományok járványvédelme. 1–7. (1971–1974)
- Javaslat a szarvasmarha, a juh és a sertés Ca- és P-szükségletének megállapítására (Horn Artúrral). – Magzatkárosodással járó enterovírus-fertőzés sertésekben (Benyeda Jánossal és Reibling Józseffel; 1973)
- A szarvasmarha vírusos légző- és emésztőszervi betegségei a gyakorló állatorvos szemszögéből. – A sertés hólyagos betegsége – SVD – elleni védekezés. – A Haemophilus-nátha – „ragadós” nátha” – hazai előfordulása (Molnár Lászlóval). – Ujhelyi Imre úttörő szerepe a szarvasmarha-gümőkór elleni védekezésben. – A sertés enzootiás pneumóniája elleni gyógyszeres védekezés (Molnár Lászlóval és Reibling Józseffel). – Kísérletek a szopós malacok és borjak bélflórájának befolyásolására lactobaktériumokat tartalmazó készítményekkel (Varga Jánossal; 1974)
- A szarvasmarha fertőző betegségei elleni védekezés alakulása (Csukás Andrással). – Tenyészbikák kromoszóma-vizsgálata. – A sertés fertőző betegségei elleni védekezés alakulása (Bernáth Tiborral és Szabó Istvánnal; 1975)
- Aktív immunizálási kísérletek a kislibák Derzsy-féle betegsége – libainfluenza – ellen. – A fertőző betegségek elleni védekezést befolyásoló tényezők nagyüzemi állatállományokban. – A nagyüzemi szarvasmarha-állományok járványvédelme. – A szérumkezelések idejének hatása a Derzsy-féle betegség – libainfluenza – elleni védelem hatékonyságára (Kisary Jánossal; 1977)
- A szarvasmarha vírus okozta légző- és emésztőszervi betegségei elleni védekezés különböző tartási rendszerekben. – A hazai állatorvos-tudományi kutatások gyakorlati hasznosításának helyzete és a kutatási eredmények fokozottabb elterjesztésének feladatai (1978)
- A hazai nyúltenyésztés állat-egészségügyi helyzete, különös tekintettel a hazai és a külföldi kutatási eredmények hasznosítására, valamint a további feladatokra. – A Coxiella-burneti fertőzöttség felmérése szarvasmarha- és juhállományainkban (Romváry Józseffel és Rózsa Józseffel; 1979)
- Kísérletes mikoplazma-masztitisz szarvasmarhán (1980)
- Immunizálási kísérletek tyúkok adenovírus okozta tojáshéj-képződési zavara – EDS – ellen. – Himlővírus izolálása pulykaállományban jelentkező terméketlenség kapcsán (1981)
- Járványtani, mikrobiológiai és immunológiai szempontok a baromfi fertőző betegségei elleni védekezésben (1982)
- „Zsilipezési módszer” egyes fertőző betegségektől való egyidejű mentesítésre. – Az állatállományok fertőző betegségektől való mentesítésének lehetőségei (1983)
- A látens fertőzöttség és az immunitás szerepe a sertésállományok Aujeszky-féle betegség vírusától való mentesítésben (Bartha Adorjánnal). – Biológiai és környezeti tényezők érvényesülése az élő állattól az élelmiszerig (Bíró Gézával és Simon Ferenccel; 1984)
- A szarvasmarha-leukózistól való mentesítés eddigi tapasztalatai (1986)
- A méhcsaládok pusztulásának elemzése. – Az Aujeszky-féle betegség vírusától való mentesítés hazai helyzete (1988)
- A baromfikolera elleni védekezés tapasztalatai és javaslatok a védekezés hatékonyságának javítására (Varga Jánossal). – A baromfipestis elleni preventív immunizálások értékelése, javaslatok (1989)
- Manninger Rezső tudományszervező és társadalmi tevékenysége (1990)
- Az állatgyógyászati oltóanyag előállítása, ellenőrzése és törzskönyvezése (Soós Tiborral). – Új vakcina a baromfipestis ellen (1992)
- A baromfipestis-védettség alakulása fertőző bronchitis elleni egyidejű vakcinázás után (1993)
- A vízibaromfi fertőző betegségeinek epidemiológiája hazai állományokban (1994)
- A hazai tőgyegészségügyi helyzet (Dohy Jánossal; 1995)
- Az S EUROP húsminősítés és kapcsolt rendszerei (Rafai Pállal). – A brojlerek légzőszervi betegségei elleni védekezés általános szabályai (Tanyi Jánossal). – A Magyar Állatorvosok Lapjában közölt hazai kutatási eredmények és gyakorlati tapasztalatok szerepe a fertőző betegségek elleni védekezésben. 1946–1996. (1996)
- A sertés reprodukciós és légzőszervi szindrómája. – A Derzsy-betegség elleni védekezés hazai tapasztalatai. – A mikotoxinhelyzet Magyarországon (1998)
- Az MTA Állatorvos-tudományi Bizottságának állásfoglalásai a fertőző betegségek elleni védekezés segítésére (2000)
- A fertőző bursitis okozta károk és a védekezés lehetőségei (2001)
- A Magyar Állatorvosok Lapja és jogelődeinek szerepe a hazai állategészségügy fejlődésében (2004)
- Események és élmények a kínai „C” – China – lapinizált sertéspestistörzs történetéből (2010)
- Száz éves a magyar állatgyógyászati oltóanyaggyártás (2012)

## Díjai, elismerései
- Szocialista Munkáért érdemérem (1961)
- Munka Érdemrend ezüst fokozata (1964)
- Hutyra Ferenc-emlékérem (1969)[3]
- Kiváló Újító (1970)
- Kiváló Feltaláló (1976)
- Munka Érdemrend arany fokozata (1977)
- Manninger Rezső-emlékérem (1981)[3]
- Állami díj (1983)[3]
- Marek József-emlékérem (1985)[3]
- Szocialista Magyarországért Érdemérem (1987)
- Szocialista Kultúráért (1989)
- Csontos József-emlékérem (1995)[3]
- Derzsi Domokos-díj (1996)[3]
- A Magyar Köztársasági Érdemrend középkeresztje (1997)
- Darányi Ignác-díj (2000)[3]
- Nádudvar díszpolgára (2000)
- Tudással Magyarországért Emléklap és Emlékplakett (2002)
- Akadémiai Nívódíj (2007)